# Oporto Challenger 1996
L'Oporto Challenger 1996 è stato un torneo di tennis facente parte della categoria ATP Challenger Series nell'ambito dell'ATP Challenger Series 1996. Il torneo si è giocato a Porto in Portogallo dal 16 al 22 settembre 1996 su campi in terra rossa.

## Vincitori

### Singolare
Richard Fromberg ha battuto in finale  Galo Blanco con il punteggio di 6–3, 7–6

### Doppio
Emanuel Couto /  Nuno Marques hanno battuto in finale  Bernardo Mota /  Jimy Szymanski con il punteggio di 6–7, 6–3, 7–5